# Platylambrus pourtalesii
Platylambrus pourtalesii är en kräftdjursart som först beskrevs av William Stimpson 1871.  Platylambrus pourtalesii ingår i släktet Platylambrus och familjen Parthenopidae. Inga underarter finns listade i Catalogue of Life.